# 里蒂瓦西山
13°45′0″S 70°39′4″W / 13.75000°S 70.65111°W
里蒂瓦西山（Riti Huasi），是秘魯的山峰，位於該國南部普諾大區的卡拉瓦亞省，屬於安第斯山脈的一部分，處於克略薩利亞約克山以東，海拔高度5,000米。